# Eleições presidenciais do Brasil no Tocantins
A seguir está uma tabela das eleições presidenciais Brasil em Tocantis, ordenadas por ano, desde as eleições de 1989.
Com mais de 1,6 milhão de habitantes, é o quarto estado mais populoso da Região Norte e o vigésimo quarto mais populoso do Brasil. Apenas dois de seus municípios possuem população acima de 100 mil habitantes: Palmas, a capital e sua maior cidade com quase 290 mil habitantes em 2017, e Araguaína, com cerca de 175 mil habitantes. Tocantins possui um dos mais baixos índices de densidade demográfica no país, superior apenas ao dos estados de Roraima, Amazonas, Mato Grosso e Acre.[carece de fontes?]
Os vencedores do estado estão em negrito.

## Partidos com mais vitórias
| Partido | Vitórias | Eleições                            |
| ------- | -------- | ----------------------------------- |
| PT      | 6        | 2002, 2006, 2010, 2014, 2018 e 2022 |
| PSDB    | 2        | 1994 e 1998                         |
| PRN     | 1        | 1989                                |

## Eleições de 1989 até hoje
|  | Mesmo vencedor nacional        |
|  | Vencedor diferente do nacional |

### Nova República (1985–presente)
| Ano  | Turno | Vencedor          | Part. | Votos   | %     | Segundo lugar   | Part. | Votos   | %     | Terceiro lugar    | Part. | Votos   | %     | Ref   |
| ---- | ----- | ----------------- | ----- | ------- | ----- | --------------- | ----- | ------- | ----- | ----------------- | ----- | ------- | ----- | ----- |
| 2022 | 1.º   | Lula da Silva     | PT    | 434 303 | 50,40 | Jair Bolsonaro  | PL    | 379 194 | 44,00 | Simone Tebet      | MDB   | 25.209  | 2,93  | [ 1 ] |
| 2022 | 2.º   | Lula da Silva     | PT    | 434 593 | 51,36 | Jair Bolsonaro  | PL    | 411 654 | 48,64 | -                 | -     | -       | -     | [ 1 ] |
| 2018 | 1.º   | Jair Bolsonaro    | PSL   | 337 782 | 44,64 | Fernando Haddad | PT    | 311 212 | 41,12 | Ciro Gomes        | PDT   | 54 262  | 7,17  | [ 2 ] |
| 2018 | 2.º   | Jair Bolsonaro    | PSL   | 356 684 | 48,98 | Fernando Haddad | PT    | 371 593 | 51,02 | -                 | -     | -       | -     | [ 2 ] |
| 2014 | 1.º   | Dilma Rousseff    | PT    | 368 348 | 50,23 | Aécio Neves     | PSDB  | 202 882 | 27,67 | Marina Silva      | PSB   | 150 568 | 20,53 | [ 3 ] |
| 2014 | 2.º   | Dilma Rousseff    | PT    | 428 662 | 59,49 | Aécio Neves     | PSDB  | 291 848 | 40,51 | -                 | -     | -       | -     | [ 3 ] |
| 2010 | 1.º   | Dilma Rousseff    | PT    | 362 383 | 50,98 | José Serra      | PSDB  | 198 979 | 27,99 | Marina Silva      | PV    | 146 151 | 20,56 | [ 4 ] |
| 2010 | 2.º   | Dilma Rousseff    | PT    | 391 279 | 58,88 | José Serra      | PSDB  | 273 306 | 41,12 | -                 | -     | -       | -     | [ 4 ] |
| 2006 | 1.º   | Lula da Silva     | PT    | 392 151 | 58,62 | Geraldo Alckmin | PSDB  | 249 544 | 37,30 | Heloísa Helena    | PSOL  | 15 989  | 2,39  | [ 5 ] |
| 2006 | 2.º   | Lula da Silva     | PT    | 447 849 | 70,26 | Geraldo Alckmin | PSDB  | 189 491 | 29,73 | -                 | -     | -       | -     | [ 5 ] |
| 2002 | 1.º   | Lula da Silva     | PT    | 225 291 | 43.10 | José Serra      | PSDB  | 177 547 | 33.96 | Anthony Garotinho | PSB   | 72 256  | 13.82 | [ 6 ] |
| 2002 | 2.º   | Lula da Silva     | PT    | 288 405 | 54.03 | José Serra      | PSDB  | 245 349 | 45.96 | -                 | -     | -       | -     | [ 6 ] |
| 1998 | 1.º   | Fernando Henrique | PSDB  | 265 393 | 66,68 | Lula da Silva   | PT    | 66 607  | 16,73 | Ciro Gomes        | PPS   | 47 566  | 11,95 | [ 7 ] |
| 1994 | 1.º   | Fernando Henrique | PSDB  | 234 699 | 68,03 | Lula da Silva   | PT    | 54 989  | 15,94 | Enéas Carneiro    | PRONA | 12 566  | 3,64  | [ 8 ] |
| 1989 | 1.º   | Fernando Collor   | PRN   | 164 964 | 57,08 | Lula da Silva   | PT    | 27 888  | 9,65  | Leonel Brizola    | PDT   | 11 605  | 4,02  | [ 9 ] |
| 1989 | 2.º   | Fernando Collor   | PRN   | 227 029 | 78,39 | Lula da Silva   | PT    | 65 576  | 21,61 | -                 | -     | -       | -     | [ 9 ] |